# Goldfinger (film)
Goldfinger a harmadik James Bond-film, amely Ian Fleming azonos című könyve alapján készült 1964-ben Sean Connery főszereplésével. A film rekord gyorsan hozta vissza a gyártási költségeit. Két hét alatt 2,9 millió dollárt hozott. Ezenkívül ez volt az első film, melyet marketinggel támogattak. A mozimegjelenést egy reklámkampány előzte meg és megjelentek 007-es játékok is. Ebben a filmben forrtak ki a Bond-filmek jellegzetes cselekményei és szereplői. A film betétdalát Shirley Bassey énekli. 

## Cselekmény

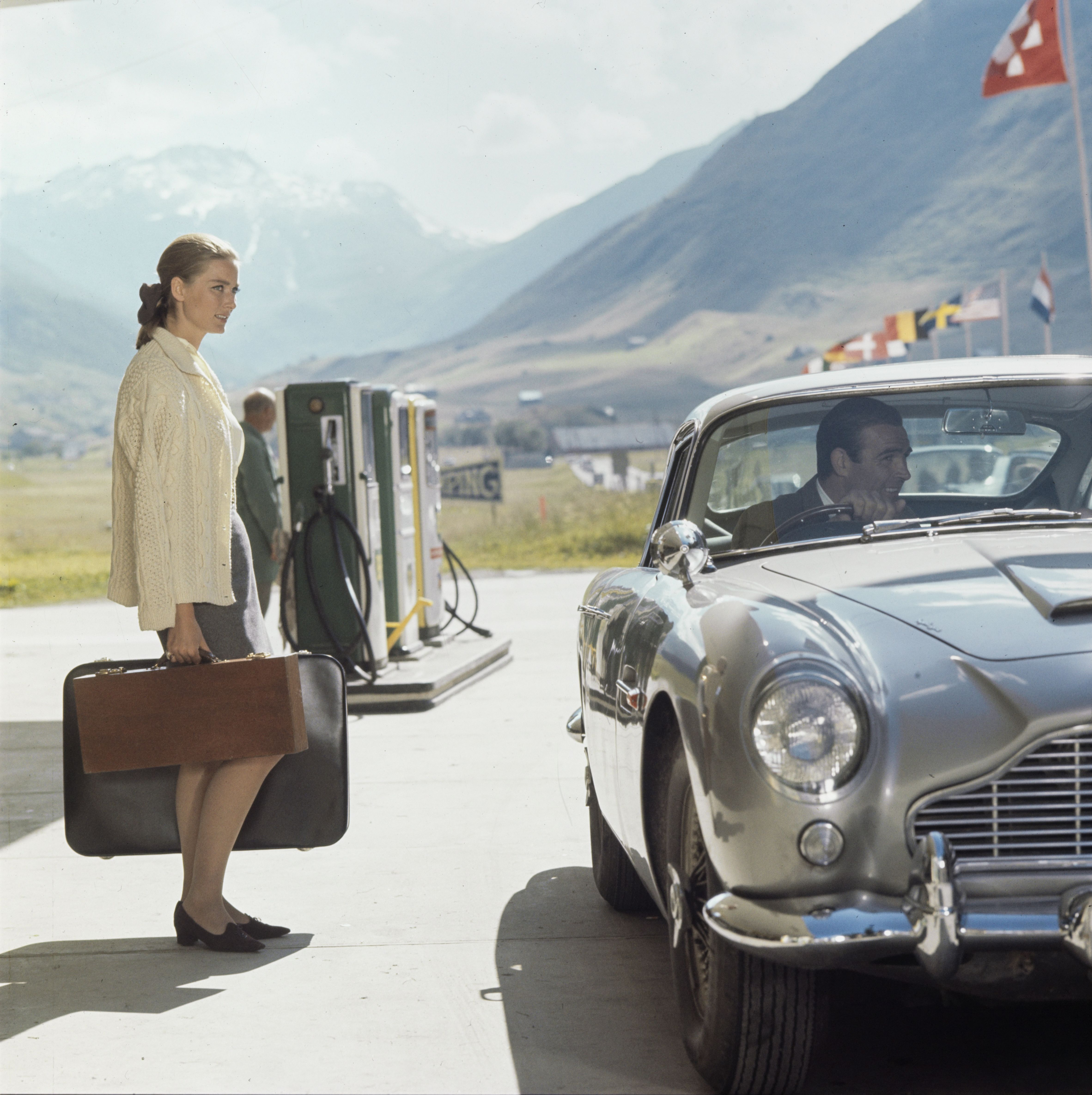
James Bond Aston Martinja

A nyitó jelenetben Bondnak fel kell robbantania egy heroint előállító üzemet. A sikeres küldetés után Miamiba megy szabadságra, ahonnan hamar visszahívja M, hogy megfigyelje Mr. Goldfinger-t.
Goldfinger nagy kártyás, imád bridzsezni, de nem szeret veszteni. Ezért rendszeresen csal. Barátnője – Jill Masterson – folyamatosan tájékoztatja őt ellenfele lapjairól. Miután Bond lebuktatja, elcsábítja a lányt. Bosszúból Goldfinger megöleti és bekeneti arannyal.
Később ráállítják Bondot Goldfinger aranyügyleteire. Nagyon kíváncsiak, miképp szállítja egyik országból a másikba az aranyat. Közben összefut Tilly Mastersonnal, Jill húgával, aki bosszút akar állni testvére elvesztése miatt, de ezt elég ügyetlenül teszi.
Bond rájön, hogy Goldfinger saját kocsijának alkatrészeiben szállítja az anyagot, és tudomást szerez egy bizonyos „Grand Slam” műveletről, de közben fogságba kerül.
Goldfinger pincebeli börtönéből kiszabadulva meghallgatja annak tervét, hogy miről is szól pontosan a Grand Slam művelet. Goldfinger Fort Knoxot akarja megtámadni, ahol az USA jelentős aranytartaléka található. A terv szerint altatógázzal felszerelt repülőgépek húznak át a térség felett, ezzel semlegesítve a 35 ezer ott állomásozó katonát. Miután bejut, egy atombombát akar felrobbantani az aranyrudak között. Ezzel radioaktívvá teszi azt sok-sok évre, emiatt kevesebb arany lesz a világban. Ezzel pedig Mr. Goldfinger aranyának értéke megsokszorozódik. Bond értesíti a CIA-t, de üzenete nem teljesen érthető, és őt ismét elkapják.
Goldfinger úgy rendelkezik, hogy Bondot is magukkal viszik. Hozzábilincselik az atombombához és bezárják a páncélterembe. Bond az atombomba kikapcsolásával és Goldfinger szolgájával van elfoglalva, miközben a magukhoz térő katonák megtámadják Goldfinger katonáit. A harc hevében szem elől vesztik Goldfingert, aki menekülőre fogja a dolgot, tudván úgyis, hogy a bomba perceken belül robban. Végül Bondnak és a CIA-nak sikerül a bombát hatástalanítani 007 másodperccel a robbanás előtt.
A sikeres akció után Bondot díszebédre a Fehér Házba várják. A repülőt azonban Goldfinger irányítja. Goldfinger Kubába készül, de még előtte aranypisztolyával megakarja ölni a 007-est, hogy többé ne keresztezze a terveit. Bond neki támad, verekszenek, a pisztoly elsül és kilövi az ablakot. A keletkező óriási légnyomás kiszippantja a nagydarab Goldfingert a biztos halálba, míg Bondnak sikerül magát a pilótafülkébe húznia…

## Szereplők
| Szereplő                          | Színész          | Magyar hang         |
| --------------------------------- | ---------------- | ------------------- |
| James Bond (007)                  | Sean Connery     | Vass Gábor          |
| Pussy Galore                      | Honor Blackman   | Császár Angela      |
| Auric Goldfinger                  | Gert Fröbe       | Horkai János        |
| Jill Masterson                    | Shirley Eaton    | Kiss Erika          |
| Tilly Masterson                   | Tania Mallet     | Csomor Csilla       |
| Oddjob                            | Harold Sakata    | szerep szerint néma |
| M                                 | Bernard Lee      | Makay Sándor        |
| Martin Solo                       | Martin Benson    | Halmágyi Sándor     |
| Felix Leiter                      | Cec Linder       | Konrád Antal        |
| Simmons                           | Austin Willis    | Áron László         |
| Miss Moneypenny                   | Lois Maxwell     | Orosz Anna          |
| Q                                 | Desmond Llewelyn | Varga Tamás         |
| Mr. Ling                          | Burt Kwouk       | Karsai István       |
| Smithers ezredes                  | Richard Vernon   | Buss Gyula          |
| Mei-Lei                           | Mai Ling         | Árkosi Kati         |
| Hawker, Bond segédje a golfpályán | Gerry Duggan     | Juhász Tóth Frigyes |
| Rádióbemondó (hang)               | Les Tremayne     | Mikula Sándor       |
| Brunskill, Smithers ezredes inasa | Denis Cowles     | Antal László        |
| Mr. Strap                         | Hal Galili       | Kardos Gábor        |

## Filmzene
1. "Goldfinger (Main Title)" – Shirley Bassey
2. "Into Miami"
3. "Alpine Drive/Auric's Factory"
4. "Oddjob's Pressing Engagement"
5. "Bond Back in Action Again"
6. "Teasing the Korean"
7. "Gassing the Gangsters"
8. "Goldfinger (Instrumental Version)"
9. "Dawn Raid on Fort Knox"
10. "The Arrival of the Bomb and Count Down"
11. "The Death of Goldfinger/End Titles"

## Díjak és jelölések
Oscar-díj (1965)
- Díj a legjobb hangvágás kategóriában (Norman Wanstall)

BAFTA-díj (1965)
- Jelölés a legjobb brit díszlet (színes) kategóriában (Ken Adam)

## Érdekességek
- Fleming Goldfinger karakterét Goldfinger Ernő magyar építészről mintázta, aki ismert volt nehéz viselkedéséről és kétes üzleti húzásairól.[2] Goldfinger emiatt be is perelte Fleminget.[3] Goldfinger ügyvédja javasolta is Flemingnek, hogy az antagonistáját nevezze át Goldprick-re.
- Izraelben egy ideig tiltólistán volt a film, mert Fröbe tagja volt a náci pártnak, amit azonban még a második világháború kitörése előtt elhagyott.[4] A tiltást feloldották, amikor kiderült, hogy Fröbe nemcsak szakított a nácikkal, de két zsidót is megmentett a holokauszt idején.[5]
- A regényváltozat szerint Goldfinger a lettországi Rigában született.
- A regényben Pussy Galore valójában leszbikus és feketehajú.
- A regényváltozatban Goldfinger ázsiai inasa hal meg olyan módon, mint a főnöke: kihúzza a légnyomás a repülőgépből. Goldfingerrel James Bond a saját kezével végez.